# 小行星336
小行星336（336 Lacadiera）是一颗围绕太阳公转的主帶小行星。1892年9月19日，奧古斯特·卡洛斯在尼斯描述了此天體。
該小行星以法国瓦爾省的市鎮拉卡迪耶尔达聚尔命名。
这颗小行星的直徑63.356公里，绝对星等为9.82等。

## 相关條目
- 小行星列表/10001-11000

## 外部連結
- Asteroid Lightcurve Database (LCDB) （页面存档备份，存于）, query form (info （页面存档备份，存于）)
- Dictionary of Minor Planet Names, Google books
- Discovery Circumstances: Numbered Minor Planets (10001)-(15000) （页面存档备份，存于） – Minor Planet Center
- 小行星336 at AstDyS-2, Asteroids—Dynamic Site
  - Ephemeris · Observation prediction · Orbital info · Proper elements · Observational info
- NASA JPL小天體瀏覽器上的小行星336

| 前一小行星： 小行星335 | 小行星列表 | 後一小行星： 小行星337 |